# Abrostola agnorista
|  | Dieser Artikel wurde aufgrund von formalen oder inhaltlichen Mängeln in der Qualitätssicherung Biologie zur Verbesserung eingetragen. Dies geschieht, um die Qualität der Biologie-Artikel auf ein akzeptables Niveau zu bringen. Bitte hilf mit, diesen Artikel zu verbessern! Artikel, die nicht signifikant verbessert werden, können gegebenenfalls gelöscht werden. Lies dazu auch die näheren Informationen in den Mindestanforderungen an Biologie-Artikel. |

Abrostola agnorista ist ein Schmetterling aus der Familie der Eulenfalter (Noctuidae).

## Merkmale
Die Falter erreichen eine Flügelspannweite von 29 bis 37 Millimeter. Ähnlich wie bei der dunkelgrauen Nessel-Höckereule sind die Vorderflügel eher schmal, sie können aber ein wenig breiter sein als bei dieser. Der Falter ist dunkelgrau, sein Saumfeld besitzt allerdings einen eher weißlichen Farbton, weshalb er kontrastreicher als die Dunkelgraue Nessel-Höckereule wirkt. Die Makeln sind, falls überhaupt, nur schwach schwarz umrandet und im Saumfeld finden sich keine Aderstriche. Gelbliche bis weißliche Einmischung findet sich meist im Basalfeld und im unteren Teil des Saumfeldes.

### Ähnliche Arten
Da der Falter sehr der Dunkelgrauen Nessel-Höckereule (Abrostola triplasia) ähnelt, kann man die beiden Arten in Zweifelsfällen nur durch eine Genitaluntersuchung unterscheiden.

## Verbreitung
Abrostola agnorista ist im nördlichen Mittelmeerraum beheimatet. Das Verbreitungsgebiet erstreckt sich vom Südosten Frankreichs (lokale Vorkommen) über den Süden der Schweiz, Italien, Korsika und Sizilien über Teile des Karpatenbeckens in Ungarn bis nach Rumänien und den Balkan. Auf der Balkanhalbinsel ist die Art in Slowenien, Kroatien, Mazedonien, Bulgarien, Albanien und Griechenland bekannt. Aus außereuropäischen Regionen gibt es keine bestätigten Nachweise. Bei den Funden aus dem Süden des Kaukasus und dem Nordwesten des Iran handelt es sich um Abrostola hyrcanica.

## Lebensweise
Der Falter, welcher in zwei Generationen von Mai bis September fliegt, überwintert als Puppe. Die Raupe ernährt sich von Brennnesseln (Urtica) und Aufrechtem Glaskraut (Parietaria officinalis).